# カノン (宇佐美真紀の漫画)
『カノン』は、宇佐美真紀による日本の漫画。
『Betsucomi』（小学館）2002年6月号に掲載された。同タイトルの単行本は、作者にとって最初の単行本である。

## あらすじ
放課後の音楽室から聞こえてきた拙いピアノの音。カノン、自分の名前の由来にもなったその曲を弾いていたのは、数学教師の東だった。
その日以来、東のことが気になり始めるが……。

## 登場人物
松倉 花音（まつくら かのん）
高校1年生。父親がパッヘルベルの『カノン』が好きで、この名前が付けられた。
東 健太郎（あずま けんたろう）
数学教師。高校の同級生・彩乃のことが好きだった。
千葉 彩乃（ちば あやの）
東の同級生。既婚者。夫は出張で海外を飛び回っている。

## 単行本収録作品
ハッピーレイン
『デラックスBetsucomi』2002年6月5日号 掲載
大好きな杉田くんに直接告白する勇気が出ず、友達らしき人に頼んでしまった翼。雨が巡り会わせた可愛い恋の物語。
BANG!!
『別冊少女コミック』2001年7月号 掲載
元彼と同じクラスになってしまい、気まずい雰囲気の香織。そんなある日、拾ったおもちゃの鉄砲で遊んでいるのを勘違いした男子と仲良くなるが……。
サンタがくるよ。
『別冊少女コミック』2000年12月号 掲載
仲の良いグループ全員に彼氏ができて焦る歩。そのことを茶化されて、「今日も男と会う!」と見栄を張ってしまうが、相手は7歳の甥っ子だった。